# Premio Lasker
Il premio Lasker (Lasker Award) viene assegnato dal 1945 a persone o enti che hanno dato notevoli contributi scientifici o finanziari alla medicina e alle scienze biomediche. La Lasker Foundation, fondata nel 1942 da Albert Lasker e sua moglie Mary Woodard Lasker, assegna ogni anno quattro premi:

## Categorie
- premio Albert Lasker per la ricerca medica di base
- premio Lasker-DeBakey per la ricerca medica clinica
- premio Lasker-Koshland per meriti speciali nelle scienze mediche
- premio Lasker-Bloomberg per il servizio pubblico

## Premiati
Ottantasette assegnatari del premio Lasker hanno ricevuto anche il premio Nobel, di cui 32 negli ultimi due decenni.
Alcuni premiati degli anni più recenti:
| Anno | Premio                 | Premiato/i                                    | Motivazione |
| ---- | ---------------------- | --------------------------------------------- | --- |
| 2014 | Ricerca medica di base | Kazutoshi Mori                                | Per scoperte sul sistema di controllo intracellulare che segnala la presenza di proteine non correttamente ripiegate nel reticolo endoplasmico e induce il nucleo ad effettuare misure correttive. |
| 2014 | Ricerca medica di base | Peter Walter                                  | Per scoperte sul sistema di controllo intracellulare che segnala la presenza di proteine non correttamente ripiegate nel reticolo endoplasmico e induce il nucleo ad effettuare misure correttive. |
| 2014 | Ricerca medica clinica | Alim-Louis Benabid                            | Per lo sviluppo della stimolazione del nucleo subtalamico, una tecnica chirurgica che riduce i tremori e ristabilisce le funzioni motorie in pazienti con la malattia di Parkinson in uno stadio avanzato. |
| 2014 | Ricerca medica clinica | Mahlon R. DeLong                              | Per lo sviluppo della stimolazione del nucleo subtalamico, una tecnica chirurgica che riduce i tremori e ristabilisce le funzioni motorie in pazienti con la malattia di Parkinson in uno stadio avanzato. |
| 2014 | Meriti speciali        | Mary-Claire King                              | Per vari contributi alla scienza medica e ai diritti civili, tra cui la scoperta della localizzazione del gene BRCA1 che causa il cancro al seno di tipo ereditario e lo sviluppo di strategie basate sul DNA per ricongiungere persone scomparse alle loro famiglie. |
| 2013 | Ricerca medica di base | Richard H. Scheller                           | Per ricerche sui meccanismi regolatori cellulari che permettono il rilascio rapido dei neurotrasmettitori. |
| 2013 | Ricerca medica di base | Thomas C. Südhof                              | Per ricerche sui meccanismi regolatori cellulari che permettono il rilascio rapido dei neurotrasmettitori. |
| 2013 | Ricerca medica clinica | Graeme M. Clark                               | Per lo sviluppo di tecniche avanzate di impianto cocleare — una protesi che ristabilisce l'udito in persone affette da sordità profonda. |
| 2013 | Ricerca medica clinica | Ingeborg Hochmair                             | Per lo sviluppo di tecniche avanzate di impianto cocleare — una protesi che ristabilisce l'udito in persone affette da sordità profonda. |
| 2013 | Ricerca medica clinica | Blake S. Wilson                               | Per lo sviluppo di tecniche avanzate di impianto cocleare — una protesi che ristabilisce l'udito in persone affette da sordità profonda. |
| 2013 | Servizio pubblico      | Bill Gates                                    | Per aver attuato una trasformazione storica dell'opinione pubblica sui problemi sanitari più gravi ed urgenti nel mondo ed aver migliorato le condizioni di vita di milioni di persone nei paesi più poveri. |
| 2013 | Servizio pubblico      | Melinda Gates                                 | Per aver attuato una trasformazione storica dell'opinione pubblica sui problemi sanitari più gravi ed urgenti nel mondo ed aver migliorato le condizioni di vita di milioni di persone nei paesi più poveri. |
| 2012 | Ricerca Medica di Base | Michael Sheetz                                | Per scoperte sulle proteine motorie citoscheletriche, che hanno un ruolo primario nella contrazione muscolare nel movimento delle cellule. |
| 2012 | Ricerca Medica di Base | James Spudich                                 | Per scoperte sulle proteine motorie citoscheletriche, che hanno un ruolo primario nella contrazione muscolare nel movimento delle cellule. |
| 2012 | Ricerca Medica di Base | Ronald Vale                                   | Per scoperte sulle proteine motorie citoscheletriche, che hanno un ruolo primario nella contrazione muscolare nel movimento delle cellule. |
| 2012 | Ricerca Medica Clinica | Roy Calne                                     | Per lo sviluppo del trapianto del fegato, che ha permesso a migliaia di persone di tornare a condurre una vita normale. |
| 2012 | Ricerca Medica Clinica | Thomas Starzl                                 | Per lo sviluppo del trapianto del fegato, che ha permesso a migliaia di persone di tornare a condurre una vita normale. |
| 2012 | Meriti speciali        | Donald D. Brown                               | Per meriti eccezionali nelle scienze biomediche, tra cui scoperte fondamentali sulla natura dei geni, e per la disseminazione di tecnologie rivoluzionarie nella comunità scientifica. |
| 2012 | Meriti speciali        | Tom Maniatis                                  | Per meriti eccezionali nelle scienze biomediche, tra cui scoperte fondamentali sulla natura dei geni, e per la disseminazione di tecnologie rivoluzionarie nella comunità scientifica. |
| 2011 | Ricerca Medica di Base | Franz-Ulrich Hartl                            | Per scoperte sui meccanismi di ripiegamento delle proteine, esemplificate da strutture a gabbia che convertono le proteine di nuova produzione nelle loro forme biologicamente attive. |
| 2011 | Ricerca Medica di Base | Arthur L. Horwich                             | Per scoperte sui meccanismi di ripiegamento delle proteine, esemplificate da strutture a gabbia che convertono le proteine di nuova produzione nelle loro forme biologicamente attive. |
| 2011 | Ricerca Medica Clinica | Tu Youyou                                     | Per la scoperta dell'artemisinina, un farmaco per la terapia della malaria che ha salvato la vita di milioni di persone im tutto il mondo, specialmente nei paesi in via di sviluppo. |
| 2011 | Servizio pubblico      | National Institutes of Health Clinical Center | Per l'attività fin dalla sua fondazione come ospedale modello volto alla ricerca, fornendo terapie innovative e un'alta qualità nella cura dei pazienti, nella cura di malattie rare e gravi e per aver formato personale medico di altissima professionalità, il cui lavoro collettivo ha stabilito nuovi standard di eccellenza nella ricerca biomedica.                                                                      |
| 2010 | Ricerca Medica di Base | Douglas L. Coleman                            | Scoperta della leptina, un ormone che regola l'appetito influenzando il peso corporeo, aprendo nuove strade all'esplorazione molecolare nel settore della lotta all'obesità. |
| 2010 | Ricerca Medica di Base | Jeffrey M. Friedman                           | Scoperta della leptina, un ormone che regola l'appetito influenzando il peso corporeo, aprendo nuove strade all'esplorazione molecolare nel settore della lotta all'obesità. |
| 2010 | Ricerca Medica Clinica | Napoleone Ferrara                             | Scoperta del VEGF come uno dei principali mediatori dell'angiogenesi e sviluppo di un'efficace terapia anti-VEGF per la degenerazione maculare, una delle maggiori cause di cecità nella vecchiaia. |
| 2010 | Meriti speciali        | David Weatherall                              | Per 50 anni di attività internazionale nelle scienze biomediche, esemplificati in scoperte riguardanti le malattie gnetiche del sangue e per la leadership nel miglioramento delle cure cliniche a migliaia di bambini affetti da talassemia nei paesi in via di sviluppo. |
| 2009 | Ricerca Medica di Base | John Gurdon                                   | Scoperte riguardanti la riprogrammazione dei nuclei cellulari, un processo che induce cellule adulte specializzate a formare cellule staminali, creando la possibilità di ottenere ogni tipo di cellule mature per scopi sperimentali o terapeutici. |
| 2009 | Ricerca Medica di Base | Shinya Yamanaka                               | Scoperte riguardanti la riprogrammazione dei nuclei cellulari, un processo che induce cellule adulte specializzate a formare cellule staminali, creando la possibilità di ottenere ogni tipo di cellule mature per scopi sperimentali o terapeutici. |
| 2009 | Ricerca Medica Clinica | Brian Druker                                  | Sviluppo di cure mirate a livello molecolare per la terapia della leucemia mieloide cronica, trasformando un cancro terminale in una condizione cronica clinicamente accettabile. |
| 2009 | Ricerca Medica Clinica | Nicholas Lydon                                | Sviluppo di cure mirate a livello molecolare per la terapia della leucemia mieloide cronica, trasformando un cancro terminale in una condizione cronica clinicamente accettabile. |
| 2009 | Ricerca Medica Clinica | Charles Sawyers                               | Sviluppo di cure mirate a livello molecolare per la terapia della leucemia mieloide cronica, trasformando un cancro terminale in una condizione cronica clinicamente accettabile. |
| 2009 | Servizio pubblico      | Michael Bloomberg                             | Per l'impiego di metodi scientifici nel processo delle scelte politiche; per aver definito uno standard mondiale per la salute pubblica e averlo raccomandato per azioni governative; per campagne di informazione atte a ridurre l'uso di tabacco e per aver migliorato le condizioni sanitarie tramite un'illuminata filantropia.                                                                                             |
| 2008 | Ricerca Medica di Base | Victor Ambros                                 | Pert scoperte che hanno rivelato l'esistenza di piccole cellule di RNA che regolano la funzione dei geni nelle piante e negli animali. |
| 2008 | Ricerca Medica di Base | David Baulcombe                               | Pert scoperte che hanno rivelato l'esistenza di piccole cellule di RNA che regolano la funzione dei geni nelle piante e negli animali. |
| 2008 | Ricerca Medica di Base | Gary Ruvkun                                   | Pert scoperte che hanno rivelato l'esistenza di piccole cellule di RNA che regolano la funzione dei geni nelle piante e negli animali. |
| 2008 | Ricerca Medica Clinica | Akira Endo                                    | Per la scoperta delle statine, sostanze con notevoli proprietà farmacologiche per l'abbassamento dei livelli di colesterolo-LDL, che hanno rivoluzionato la prevenzione e la cura delle malattie coronariche. |
| 2008 | Meriti speciali        | Stanley Falkow                                | Per la sua carriera di 51 anni di ricercatore nel campo della microbiologia — la scoperta della natura molecolare della resistenza agli antibiotici ha rivoluzionato la nostra comprensione del modo in cui gli agenti patogeni causano le malattie, e per essere stato la guida di oltre 100 studenti molti dei quali sono diventati scienziati di valore mondiale nei settori della microbiologia e delle malattie infettive. |
| 2007 | Ricerca Medica di Base | Ralph Steinman                                | Scoperta delle cellule dendritiche, componenti essenziali del sistema immunitario che danno inizio e regolano la risposta dell'organismo agli antigeni patogeni esterni. |
| 2007 | Ricerca Medica Clinica | Alain Carpentier                              | Sviluppo delle protesi valvolari cardiache mitrali e aortiche, che hanno prolungato e migliorato la vita di milioni di persone con gravi problemi cardiaci. |
| 2007 | Ricerca Medica Clinica | Albert Starr                                  | Sviluppo delle protesi valvolari cardiache mitrali e aortiche, che hanno prolungato e migliorato la vita di milioni di persone con gravi problemi cardiaci. |
| 2007 | Servizio pubblico      | Anthony Fauci                                 | Per il suo ruolo di principale fautore di due importanti programmi governativi statunitensi, uno per la lotta all'AIDS e l'altro per la difesa contro le armi biologiche. |
| 2006 | Ricerca Medica di Base | Elizabeth Blackburn                           | Per la scoperta della telomerasi, un'ezima contenente RNA che sintetizza la parte terminale dei cromosomi, proteggendoli e mantenendo l'integrità del genoma. |
| 2006 | Ricerca Medica di Base | Carol Greider                                 | Per la scoperta della telomerasi, un'ezima contenente RNA che sintetizza la parte terminale dei cromosomi, proteggendoli e mantenendo l'integrità del genoma. |
| 2006 | Ricerca Medica di Base | Jack Szostak                                  | Per la scoperta della telomerasi, un'ezima contenente RNA che sintetizza la parte terminale dei cromosomi, proteggendoli e mantenendo l'integrità del genoma. |
| 2006 | Ricerca Medica Clinica | Aaron Beck                                    | Sviluppo della terapia cognitiva, che ha trasformato la comprensione e il trattamento di molti problemi psichiatrici, tra cui depressione, ansietà generalizzata, attacchi di panico e disturbi nell'alimentazione. |
| 2006 | Meriti speciali        | Joseph Gall                                   | Per la sua carriera di 57 anni come fondatore della moderna scienza della biologia cellulare, specialmente nel campo della struttura e funzionalità cromosomica, e per l'introduzione della tecnica dell'ibridazione in situ. |
| 2005 | Ricerca Medica di Base | Ernest McCulloch                              | Per l'identificazione delle cellule staminali responsabili della formazione delle cellule del sangue, aprendo nuovi orizzonti alle ricerche sulle cellule staminali embrionali ed adulte. |
| 2005 | Ricerca Medica di Base | James Till                                    | Per l'identificazione delle cellule staminali responsabili della formazione delle cellule del sangue, aprendo nuovi orizzonti alle ricerche sulle cellule staminali embrionali ed adulte. |
| 2005 | Ricerca Medica Clinica | Alec John Jeffreys                            | Sviluppo di due potenti tecnologie, il southern blot e l'impronta genetica, che insieme hanno rivoluzionato la genetica umana e la diagnostica forense. |
| 2005 | Ricerca Medica Clinica | Edwin Mellor Southern                         | Sviluppo di due potenti tecnologie, il southern blot e l'impronta genetica, che insieme hanno rivoluzionato la genetica umana e la diagnostica forense. |
| 2005 | Servizio pubblico      | Nancy Brinker                                 | Per la creazione di una delle maggiori fondazioni mondiali per la cura del cancro al seno ed aver contribuito in modo decisivo alla sensibilizzazione dell'opinione pubblica su questa devastante malattia. |
| 2004 | Ricerca Medica di Base | Pierre Chambon                                | Scoperta della superfamiglia dei recettori ormonali del nucleo cellulare e di un meccanismo che regola lo sviluppo embrionale e vari processi metabolici. |
| 2004 | Ricerca Medica di Base | Ronald M. Evans                               | Scoperta della superfamiglia dei recettori ormonali del nucleo cellulare e di un meccanismo che regola lo sviluppo embrionale e vari processi metabolici. |
| 2004 | Ricerca Medica di Base | Elwood V. Jensen                              | Scoperta della superfamiglia dei recettori ormonali del nucleo cellulare e di un meccanismo che regola lo sviluppo embrionale e vari processi metabolici. |
| 2004 | Ricerca Medica Clinica | Charles Kelman                                | Per aver rivoluzionato la tecnica della rimozione chirurgica della cataratta, riducendo i tempi di ospedalizzazione da circa dieci giorni al day hospital, ed aver sostanzialmente diminuito i rischi post-operatori. |
| 2004 | Meriti speciali        | Matthew Meselson                              | Per la sua carriera comprendente profonde scoperte in biologia molecolare e la sua leadership creativa nella formazione delle politiche pubbliche di difesa dalle armi chimiche e biologiche. |
| 2003 | Ricerca Medica di Base | Robert G. Roeder                              | Studi pionieristici sulla polimerasi eucariotica e sul meccanismo generale trascrizionale, che hanno permesso l'analisi biochimica del patrimonio genetico delle cellule animali. |
| 2003 | Ricerca Medica Clinica | Marc Feldmann                                 | Scoperta della terapia anti-TNF (Tumor necrosis factors) come cura efficace dell'artrite reumatoide ed altre malattie autoimmuni. |
| 2003 | Ricerca Medica Clinica | Ravinder N. Maini                             | Scoperta della terapia anti-TNF (Tumor necrosis factors) come cura efficace dell'artrite reumatoide ed altre malattie autoimmuni. |
| 2003 | Servizio pubblico      | Christopher Reeve                             | Per il suo sostegno continuativo ed eroico della ricerca medica in generale, e delle vittime della disabilità in particolare. |
| 2002 | Ricerca Medica di Base | James E. Rothman                              | Scoperte che hanno spiegato i meccanismi molecolari che regolano il funzionsamento dell'MVT (Membrane vesicle trafficking), un processo essenziale per la formazione degli organuli, l'assorbimento dei nutrienti e la secrezione degli ormoni e dei neurotrasmettitori. |
| 2002 | Ricerca Medica di Base | Randy W. Schekman                             | Scoperte che hanno spiegato i meccanismi molecolari che regolano il funzionsamento dell'MVT (Membrane vesicle trafficking), un processo essenziale per la formazione degli organuli, l'assorbimento dei nutrienti e la secrezione degli ormoni e dei neurotrasmettitori. |
| 2002 | Ricerca Medica Clinica | Willem J. Kolff                               | Sviluppo dell'emodialisi renale, che ha permesso di trasformare gravi patologie renali da fatali a sostenibili, prolungando la vita di milioni di pazienti. |
| 2002 | Ricerca Medica Clinica | Belding H. Scribner                           | Sviluppo dell'emodialisi renale, che ha permesso di trasformare gravi patologie renali da fatali a sostenibili, prolungando la vita di milioni di pazienti. |
| 2002 | Meriti speciali        | James E. Darnell, Jr.                         | Per la sua eccezionale carriera di scienziato biomedico, durante la quale ha aperto due nuovi settori in biologia, lo studio della maturazione dell'mRNA e dei processi dovuti alle citochine, e per aver guidato la formazione di molti scienziati creativi. |
| 2001 | Ricerca Medica di Base | Mario R. Capecchi                             | Sviluppo di una potente tecnologia per manipolare il genoma dei topi con estrema precisione, permettendo la creazione di modelli animali di malattie umane. |
| 2001 | Ricerca Medica di Base | Martin J. Evans                               | Sviluppo di una potente tecnologia per manipolare il genoma dei topi con estrema precisione, permettendo la creazione di modelli animali di malattie umane. |
| 2001 | Ricerca Medica di Base | Oliver Smithies                               | Sviluppo di una potente tecnologia per manipolare il genoma dei topi con estrema precisione, permettendo la creazione di modelli animali di malattie umane. |
| 2001 | Ricerca Medica Clinica | Robert G. Edwards                             | Sviluppo della fertilizzazione in vitro, una tecnica che ha rivoluzionato il trattamento dell'infertilità umana. |
| 2001 | Servizio pubblico      | William H. Foege                              | Per la sua coraggiosa leadership nel migliorare le condizioni sanitarie a livello mondiale, e il suo ruolo preminente nello sradicamento del vaiolo. |
| 2000 | Ricerca Medica di Base | Aaron Ciechanover                             | Per la scoperta e riconoscimento dell'importanza del sistema locale della degradazione proteica, un processo fondamentale che influenza molti eventi cellulari, tra cui il ciclo vitale, le trasformazioni maligne e la reattività alle infiammazioni e all'immunità. |
| 2000 | Ricerca Medica di Base | Avram Hershko                                 | Per la scoperta e riconoscimento dell'importanza del sistema locale della degradazione proteica, un processo fondamentale che influenza molti eventi cellulari, tra cui il ciclo vitale, le trasformazioni maligne e la reattività alle infiammazioni e all'immunità. |
| 2000 | Ricerca Medica di Base | Alexander Varshavsky                          | Per la scoperta e riconoscimento dell'importanza del sistema locale della degradazione proteica, un processo fondamentale che influenza molti eventi cellulari, tra cui il ciclo vitale, le trasformazioni maligne e la reattività alle infiammazioni e all'immunità. |
| 2000 | Ricerca Medica Clinica | Harvey J. Alter                               | Scoperta del virus che causa l'epatite C e sviluppo di metodi di screening che hanno ridotto il rischio di epatiti derivanti da trasfusioni di sangue negli Stati Uniti dal 30% nel 1970 a pressoché zero nel 2000. |
| 2000 | Ricerca Medica Clinica | Michael Houghton                              | Scoperta del virus che causa l'epatite C e sviluppo di metodi di screening che hanno ridotto il rischio di epatiti derivanti da trasfusioni di sangue negli Stati Uniti dal 30% nel 1970 a pressoché zero nel 2000. |
| 2000 | Meriti speciali        | Sydney Brenner                                | Per 50 anni di brillante creatività nelle scienze biomediche, esemplificati dal suo leggendario lavoro sul codice genetico; la sua coraggiosa introduzione del Caenorhabditis elegans per tracciare la nascita e morte di ogni cellula in un organismo animale; il suo contributo razionale nel dibattito sul DNA ricombinante; e il suo humour tagliente.                                                                      |